# Sukashitrochus lyallensis
Sukashitrochus lyallensis là một loài ốc biển nhỏ, là động vật thân mềm chân bụng sống ở biển trong họ Scissurellidae.

## Môi trường sống
Sukashitrochus lyallensis được tìm thấy ở New Zealand. Nó được tìm thấy ở water up to a depth of 240m.